# Cantone di Vic-sur-Seille
Il Cantone di Vic-sur-Seille era una divisione amministrativa dell'arrondissement di Château-Salins.
È stato soppresso a seguito della riforma complessiva dei cantoni del 2014, che è entrata in vigore con le elezioni dipartimentali del 2015.
Comprendeva i comuni di:
- Bezange-la-Petite
- Bourdonnay
- Donnelay
- Juvelize
- Lagarde
- Ley
- Lezey
- Maizières-lès-Vic
- Marsal
- Moncourt
- Moyenvic
- Ommeray
- Vic-sur-Seille
- Xanrey